# Efrosinija Polocka
Sveta Efrosinija Polocka (* 1110. – † Jeruzalem 1173.) bila je kneginja iz bjeloruskog grada Polocka, kćer poločkog kneza Vseslava. U pravoslavnim crkvama slavi se kao svetica. Jedna je od najpopularnijih povijesnih osoba u Bjelorusiji.
Kada su je roditelji htjeli zaručiti, pobjegla je u ženski pravoslavni manastir i zaredila se. U kršćanskoj tradiciji spominje se da joj se tri puta javio anđeo Gospodnji i pokazao joj mjesto, gdje ona ima zadatak ustrojiti novi ženski manastir. Privukla je u monaštvo i svoju sestru Evdokiju, i mnoge druge djevojke iz vlastelinskog staleža te osnovala posebnu redovničku zajednicu. Jedna njena rođakinja Zvenislava, po rođenju kneginja Borisovna, donijela joj je sve svoje blago, haljine i drago kamenje pa rekla: "Sve krasote ovoga svijeta smatram ništavnim, a ove ukrase spremljene za brak dajem Crkvi Spasiteljevoj, i sama se želim zaručiti s Njime u duhovni brak i potkloniti glavu moju pod Njegov blagi i laki jaram". Efronisija je i nju zaredila i dala joj ime Evpraksija. U starosti imala je želju umrijeti u Jeruzalemu, i molila se Bogu na tu nakanu. I zaista kada je posjetila Jeruzalem tamo je i preminula. Sahranjena je u manastiru sv. Teodozija 1173. godine.
Dala je sagraditi dvije crkve. Jedna od tih crkava - crkva sv. Spasitelja smatra se najljepšim primjerom rane bjeloruske arhitekture. Jedina je svetica djevica kod istočnih Slavena. Križ sv. Efrosinije bio je remek-djelo zlatarstva. Nestao je na početku Drugog svjetskog rata i ne zna se gdje je.